# 烏連
57°28′N 45°47′E / 57.467°N 45.783°E
烏連（羅馬化：Urenʹ）是俄羅斯下諾夫哥羅德州東北部的一個城市、烏連區縣治。位於烏斯塔河畔，距下諾夫哥羅德東北183公里。2021年人口12,450人。
1719年首見於文獻，1973年設市。